# 丕平二世
丕平二世（Pepin of Herstal，645年—714年12月16日），又称埃斯塔勒的丕平，墨洛溫王朝法蘭克王國的宮相。奧斯特拉西亞宮相蘭登丕平之外孫、梅斯的阿努爾夫的孫子、安塞吉塞與圣贝加所生的長子。丕平二世被視為奠基卡洛林王朝的重要人物之一，亦是墨洛溫王朝當時的兩大家族丕平家族及阿努爾夫家族結合後的第一位子嗣及繼承人。因為丕平二世的能力，使阿努爾夫家族能壟斷法蘭克王國宮相一職，逐漸取代墨洛溫王朝，建立卡洛林王朝。

## 成為宮相
679年，奧斯特拉西亞國王達戈貝爾特二世在一次狩獵中被謀殺。不久，奧斯特拉西亞宮相武尔福阿尔德亦去世，赫斯塔的丕平在此沒有國王的情況下於680年成為宮相。敵對的紐斯特里亞宮相埃布罗音為紐斯特里亞國王提烏德里克三世爭取奧斯特拉西亞王位，赫斯塔的丕平與拉昂公爵馬特共同對抗紐斯特里亞的入侵，但是，紐斯特里亞軍隊在盧柯法奧（Lucofao） （在拉昂的附近）擊敗了赫斯塔的丕平和拉昂公爵馬特的聯軍，幾乎控制了整個法蘭克王國。可惜伊布漢於681年被政敵們暗殺，由瓦拉通繼承紐斯特里亞宮相。赫斯塔的丕平立即趁機和瓦拉通簽署了和平協議，而提烏德里克三世亦成為整個法蘭克王國的國王。
然而，紐斯特里亞宮相瓦拉通於686年去世，瓦拉通的繼任者是瓦拉通的女婿貝爾塔爾重新挑起奧斯特拉西亞和紐斯特里亞之間的衝突。在提烏德里克三世支持下於687年率領紐斯特里亞的軍隊入侵了奧斯特拉西亞，但是他們在索姆河畔的泰爾特里（Tertry）被赫斯塔的丕平擊敗。貝爾塔爾與提烏德里克三世撤回巴黎，隨後赫斯塔的丕平迫使他們簽訂新的和平協議，該協議的條件是貝爾塔爾不再擔任紐斯特里亞王國宮相，而由協議赫斯塔的丕平任命他忠實的追隨者诺德贝特為他在紐斯特里亞和勃艮第兩地的代表，國王提烏德里克三世亦被迫承認赫斯塔的丕平為全法蘭克王國唯一的宮相，以換取赫斯塔的丕平同意保留他的王位。由此赫斯塔的丕平自稱為「法蘭克公爵」，成為法蘭克王國的實際統治者。

## 法蘭克公爵
其後數年，赫斯塔的丕平征服阿勒曼尼人、弗里斯蘭人及法蘭克尼亞地區，並準備向日耳曼人地區傳播基督教以將此地區納入法蘭克王國的影響之中。695年，為了鞏固勢力，丕平將長子香檳公爵德羅戈立為勃艮第宮相，又將次子小格里摩爾德立為紐斯特里亞宮相。三父子操控整個法蘭克王國，並確立了將法蘭克王國宮相父傳子的基礎。

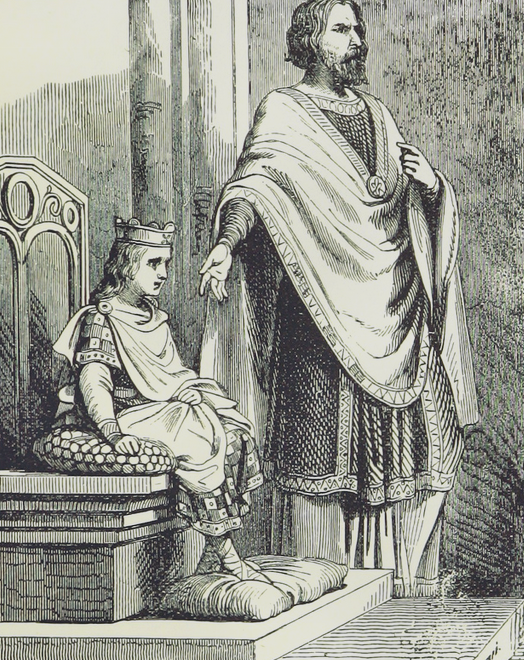
丕平二世（右者）與克洛維三世

## 逝世及繼承人
赫斯塔的丕平與正妻普雷科特魯德所生的兩名兒子香檳公爵德羅戈及小格里摩爾德分別於708年及714年逝世。普雷科特魯德為了不讓妾侍阿爾派達所生的兩名兒子查理及奇爾德布蘭成為繼承人，極力遊說赫斯塔的丕平立年僅8歲的孫子提烏德鮑德（小格里摩爾德之子）為繼承人，以便普雷科特魯德為攝政。赫斯塔的丕平於714年12月16日在瑞皮耶逝世，終年69歲。
提烏德鮑德以8歲之齡成為宮相，由普雷科特魯德攝政，普雷科特魯德將查理囚禁於科隆。另一方面，國王達戈貝爾特三世與紐斯特里亞貴族推舉里根弗里德為紐斯特里亞宮相以推翻特奧德巴爾德的統治。查理趁機逃出囚禁，並得到奧斯特拉西亞貴族支持。當普雷科特魯德的軍隊在科隆附近被拉甘弗雷德及國王希爾佩里克二世（達戈貝爾特三世的繼承人）、里根弗里德及提烏德鮑德的外公弗里斯王拉巴德的聯軍打敗後，查理的軍隊潰退到艾菲爾山。普雷科特魯德只好答應退隱，將赫斯塔的丕平的大量財富交給他們，並讓提烏德鮑德從宮相之位退下來。查理其後東山再起，糾集一支軍隊於716年在阿梅爾戰役中打敗紐斯特里亞及弗里斯聯軍。其後於717年，查理又在康布雷附近進行的萬西之戰中徹底將紐斯特里亞人擊敗，從而鞏固了其在奧斯特拉西亞王國的地位。不久，查理便到科隆處理普雷科特魯德的威脅，查理解散她的追隨者，並繼承了奧斯特拉西亞宮相一職，但是查理並沒有加害普雷科特魯德及特奧德巴爾德。查理宣佈擁立克洛泰爾四世為奧斯特拉西亞國王，與希爾佩里克二世對抗。當希爾佩里克二世與阿基坦公爵偉大的厄德結盟，但是於718年又再在蘇瓦松戰役中被查理打敗。國王和厄德公爵南逃到盧瓦爾河，里根弗里德逃到昂熱。不久，克洛泰爾四世逝世，厄德公爵放棄與希爾佩里克二世結盟及國王向查理投降，以換對希爾佩里克二世被查理承認為全法蘭克國王。而查理亦正式成為赫斯塔的丕平的繼承人，受封為法蘭克唯一的宮相。